# Terumo
Terumo Corporation (テルモ株式会社?, Terumo Kabushiki-gaisha) è una società giapponese di tecnologia medica.

## Storia

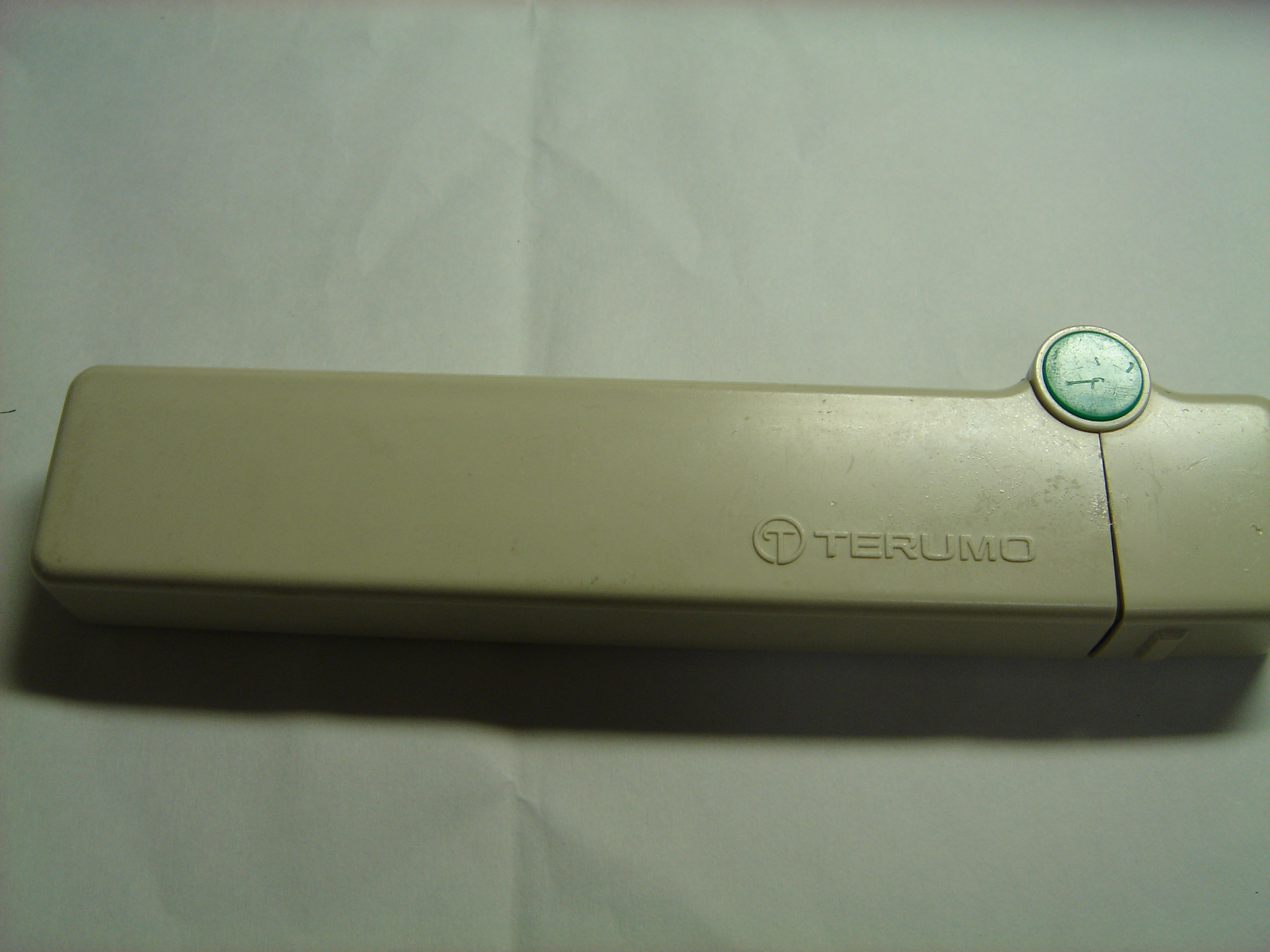
Un termometro Terumo

Risalente al 1921 come Sekisen Ken-onki Corporation, fondata da scienziati come Kitasato Shibasaburō. Iniziò con la produzioni di termometri, i primi "Jintan Taionkei" made in Japan, e si sviluppò negli altri settori.
Terumo Corporation opera attraverso tre divisioni Cardiac & Vascular Business, Blood Management Business
e General Hospital Business
Terumo Penpol, è la maggior produttrice di sacche per plasma dell'India e rifornisce 82 paesi nel mondo.
Nel 1999 Terumo ha acquisito la divisione cardiovascolare di 3M Company.
Nel 2001 compra la divisione ossigeno "home" di Sumitomo Bakelite Co., Ltd. Nel 2002 compra la inglese Vascutek Ltd.
Nel campo della ingegneria tissutale compra la tedesca Kohler Chemine GmbH nel 2007.
Nel 2011 acquisisce la americana CaridianBCT per circa 2,6 miliardi di US$.